# 理查德·冯·梅特涅
理查德·冯·梅特涅（德語：Richard Klemens Josef Lothar Hermann, 2nd Prince of Metternich-Winneburg zu Beilstein，1829年1月7日—1895年3月1日），是奥匈帝国外交官和克莱门斯·冯·梅特涅亲王的长子，他继承了梅特涅-温讷堡亲王的爵位。

## 生平

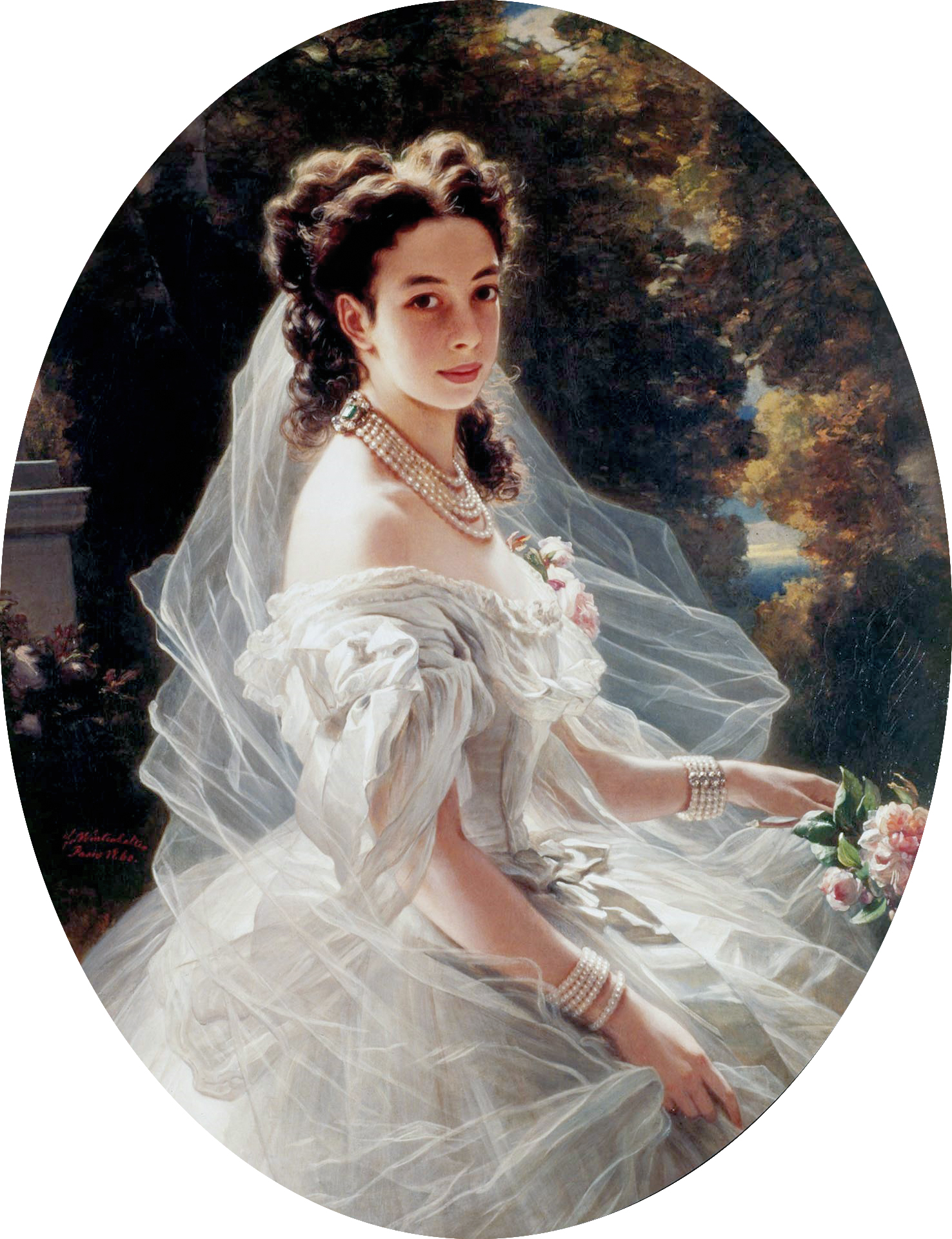
弗朗兹·克萨韦尔·温德尔哈尔特所绘的理查德妻子宝琳·冯·梅特涅的肖像画（1860年）

理查德·梅特涅于1829年1月7日出生在奥地利帝国维也纳的梅特涅家族。他是克莱门斯·冯·梅特涅和他的第二任妻子玛丽亚·安托瓦内特·冯·莱卡姆男爵夫人所生的长子。他的父亲梅特涅亲王曾与埃莱奥诺尔·冯·考尼茨伯爵夫人结婚，并担任奥地利帝国宰相兼外交大臣长达20余年。
1855年，理查德跟随父亲进入外交领域，以初级外交官的身份被派往奥地利帝国驻法国大使馆任职。次年，他被晋升为奥地利驻萨克森王国特命全权公使。1861年，皇帝弗朗茨·约瑟夫一世相继颁布了《二月制诰》与《十月制诰》，从而开启了帝国的立宪时期，理查德成为新成立的帝国上议院议员。
理查德于1859年至1870年间担任奥地利驻法国特命全权大使，他的妻子宝琳·冯·梅特涅也在巴黎的上流社会中扮演着社交名流的角色。1866年普奥战争期间，梅特涅试图说服拿破仑三世让法国加入奥地利的阵营参战，但未获成功。之后他从外交界退休整理出版了他父亲的回忆录。他于1895年3月1日逝世，由于他只生了三个女儿，因此在他去世后，亲王头衔便传给了他同父异母的兄弟保罗·冯·梅特涅。